# Famille Audren de Kerdrel
La famille Audren de Kerdrel est une famille subsistante de la noblesse française, d'ancienne extraction, originaire du Pays de Léon (Bretagne). Elle a été maintenue noble en 1669 et 1671 devant le Parlement de Bretagne, à Rennes.
Elle compte parmi ses membres des hommes politiques et un général de brigade.

## Histoire
La famille Audren de Kerdrel trouve son origine à Lannilis, au pays de Léon (Finistère), où elle prit son nom de la terre de Kerdrel.
La filiation suivie de cette famille commence avec Yvon Audren, seigneur de Kerdrel, auteur d'un acte de complément de succession en 1506 avec son épouse Catherine Gourio.
Yvon Audren a été maintenu noble lors de la Montre de 1481 à Lannilis. Un Yvon Audren, probablement le même, avait été maintenu noble en 1467 en Léon.
Son fils Olivier Ier Audren, mort après 1540, marié à Louise Doillou, fut père d'Olivier II Audren, seigneur de Kerdrel, marié à Isabelle de Keranmear.
Ces derniers eurent pour fils Christophle Audren, seigneur de Kerdrel, époux de Julienne de Mescouval, d'où se poursuivit la branche ainée de Kerdrel, et d'où se forma une branche cadette, dite Audren de Kervino, maintenue noble à Rennes le 3 mars 1671, et éteinte au XVIIIe siècle.
Marguerite de Kermenou, veuve de Guillaume Audren, seigneur de Kerdrel, fit maintenir la noblesse de ses enfants le 24 aout 1669 devant la chambre de la Réformation du Parlement de Bretagne, à Rennes.

## Généalogie
La famille Audren de Kerdrel s'est à nouveau subdivisée en plusieurs branches à partir de 1776 :
- Guillaume Audren (1619-1666), seigneur de Kerdrel, épouse Marie Marguerite de Kermenou.
  - Jean-Maur Audren de Kerdrel (1651-1725), moine bénédictin et historien de Bretagne.
  - Claude Jean Audren (1653-1707), seigneur de Kerdrel, épouse Marie Louise Le Rougé, dame de Kergoulouarn.
    - Jean Claude Michel Audren de Kerdrel (1680-1727) épouse Élisabeth Louise Gabrielle Touronce, dame de Gorrequear.
      - Pierre Michel Audren de Kerdrel (1714-1788) épouse Marie Jeanne du Mescam, dame de Mescaradec.
        - Vincent Marie Casimir Audren de Kerdrel (1747-1823), maire de Lannilis de 1815 à 1823. Il épouse en 1776 Marie Louise Corentine de Gourcuff, dame de Tréménec.
          - Jean Audren de Kerdrel (1781-1813), maire de Lannilis de 1807 à 1813. Il épouse Perrine de Callouët de Lanidy.
            - Casimir Audren de Kerdrel (1807-1862) épouse Sidonie Le Borgne de Keruzoret.
              - Amaury Audren de Kerdrel (1836-1921, conseiller général du Finistère, maire de Plouvorn de 1880 à 1921. Il épouse Allyre Marie Cécile Renée de Pluvié.
              - Clémentine Audren de Kerdrel (1840-1893) épouse Henri de Nompère de Champagny (1831-1885).
                - Henri de Nompère de Champagny (1859-1933) épouse Pauline de Curel.
                  - Henry de Nompère de Champagny (1890-1944) épouse Yvonne des Nouhes de Loucherie.

            - Paul Vincent Audren de Kerdrel (1809-1889), conseiller général et député du Morbihan. Il épouse Pauline Antoinette Marie de La Boëssière de Lennuic.
              - Roger Audren de Kerdrel (1841-1929), général de brigade, sénateur. Il épouse Aldegonde-Charlotte-Marie-Madeleine de Vassinhac d'Imécourt.

          - Casimir Eugène Audren de Kerdrel (1784-1834), maire de Lorient de 1821 à 1830. Il épouse Adèle Marie Esnoul des Châtelets.
            - Vincent Audren de Kerdrel (Vincent Paul Marie Casimir) (1815-1899), député, sénateur, vice-président du Sénat. Il épouse Anne Alexandrine Marie Nouvel de la Flèche.

          - Jean Marie Audren de Kerdrel (1787-1825), maire de Lannilis de 1823 à 1825.
          - Charles Marie Gaspard Audren de Kerdrel (1790-1857), maire de Lannilis de 1825 à 1830. Il épouse Marie Denise Josèphe Poullou.
            - Vincent Marie Charles Audren de Kerdrel (1821-1891). Il épouse Marie Bonne Anne Michel de Kerhorre.
              - Raoul Vincent Marie Charles Audren de Kerdrel (1850-1925), zouave pontifical. Il épouse Suzanne de Parcevaux de Tronjoly.
                - Olivier Antoine dit Tony Audren de Kerdrel (1896-1990) épouse May Saint-Paul de Sincay.
                  - Guy-Vincent Audren de Kerdrel, président de la Banque Transatlantique. Il épouse Marie d'Hennezel du Mesnil[4].

            - Paul Charles Marie Audren de Kerdrel (1827-1901), maire de Lannilis de 1882 à 1901. Il épouse Marie Jenny Louise Villart.
              - Paul Jean Marie Audren de Kerdrel (1856-1905), maire de Lannilis en 1901. Il épouse Jeanne Adrienne Augustine Halligon.
                - Joseph Paul Marie Audren de Kerdrel (1883-1939) épouse Yvonne Anne Marie Sidonie Ronin.
                  - Jacques Yves Jean Audren de Kerdrel (1921-2009) épouse Yvette Anne Gabrielle Lardenois.
                    - Jean Paul Jacques Audren de Kerdrel (1945).

                - Jean Marie Louis Joseph Audren de Kerdrel (1885-1948), maire de Lannilis de 1935 à 1947. Il épouse Jacqueline Sylvie Marie Juliette Boscals de Réals.
                  - Henri Marie Joseph Audren de Kerdrel (1928) épouse Colette Marie Françoise Madeleine Jacqueline Chenain.
                    - Hervé Audren de Kerdrel (1960), directeur délégué de la Conformité du groupe Société générale[5]. Il épouse Ségolène Dupont de Dinechin.
                    - Yves Audren de Kerdrel (1962), journaliste économique, directeur général du magazine Valeurs actuelles (2012-2018) et directeur de la rédaction (2015-2016). Il épouse Anne Augier de Crémiers.

                  - Jean Joseph Marie Audren de Kerdrel, directeur d’une société d'électricité (1929-1986). Il épouse Élisabeth Massin (1932-1982).
                    - Jean-Yves Audren de Kerdrel (1957). Il épouse Murielle Morisseau (1959).

        - Toussaint Julien Audren de Kerdrel (1748-1819), garde du corps du roi Louis XVI. Il épouse Thérèse Salaun de Kerommès.

## Galerie

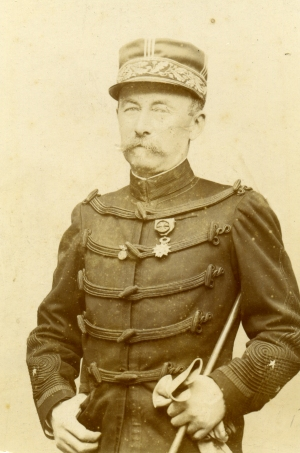
Roger Casimir Marie Audren de Kerdrel
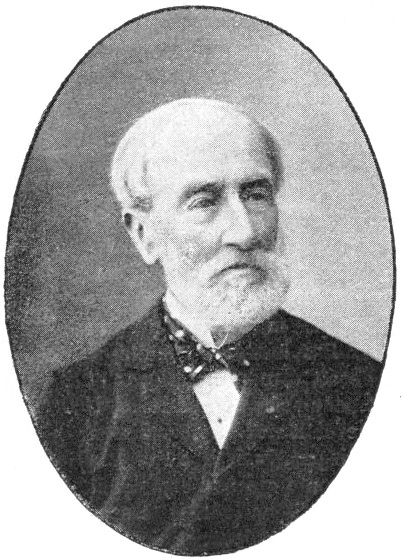
Vincent Audren de Kerdrel
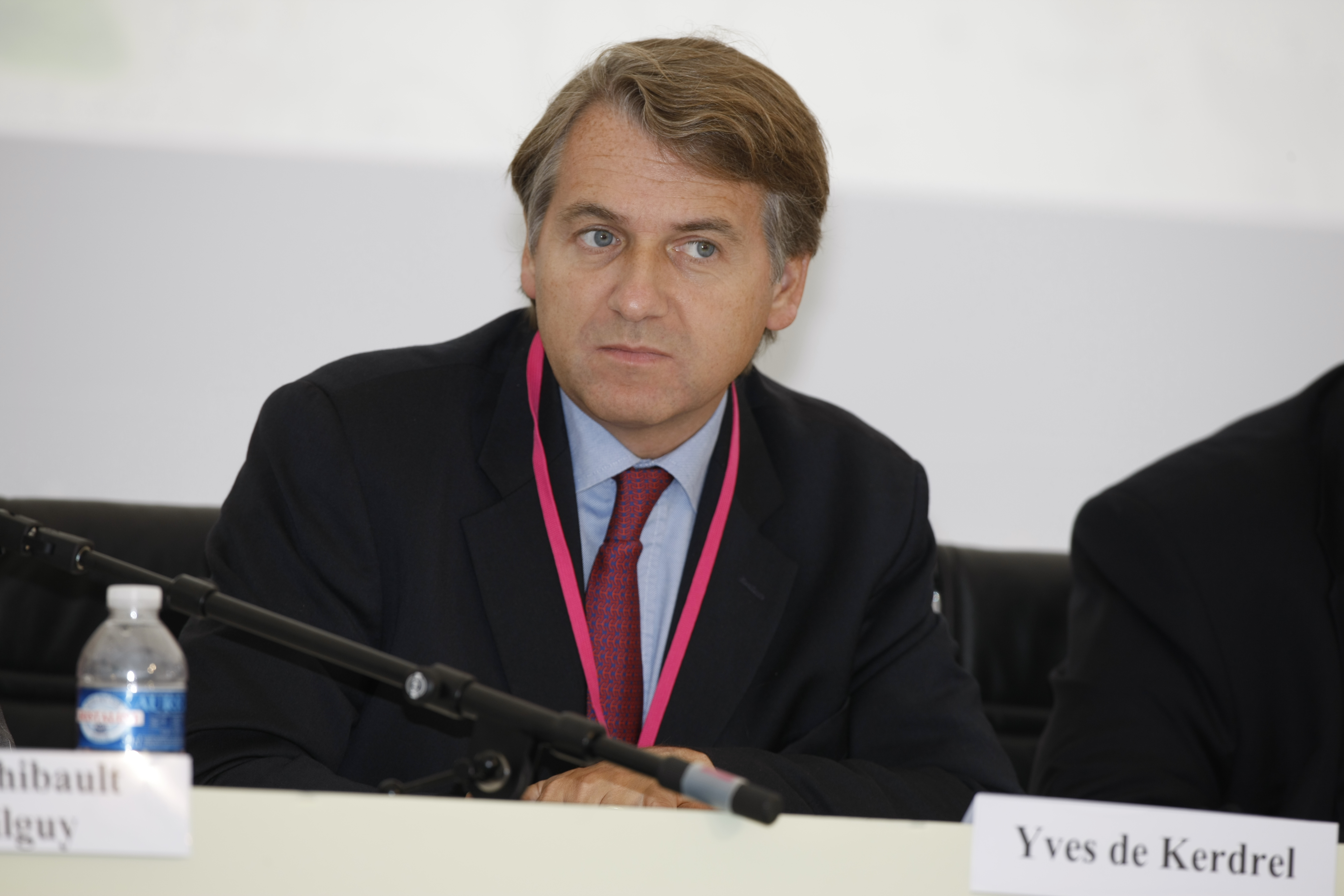
Yves Audren de Kerdrel

## Situation contemporaine
La famille Audren de Kerdrel a été admise à l'Association d'entraide de la noblesse française (ANF) le 14 juin 1965.
Le manoir de Kerdrel, à Lannilis, figure toujours dans le patrimoine familial (chez une branche cadette), quoique les Kerdrel ne résident plus à Lannilis depuis l'après-guerre.
Selon le spécialiste français de la noblesse Régis Valette, la famille comptait 70 représentants masculins vivants en 2007.
La famille Audren de Kerdrel a assuré le mécénat, à la Vallée des Saints, de Saint Audren, statue qui y a été installée le 13 juillet 2023.

## Alliances
Les principales alliances de la famille Audren de Kerdrel sont : de La Lande de Calan (1912), de Kermenou, du Mescam, de Gourcuff, de Callouët de Lanidy, Le Borgne de Keruzoret, de Pluvié, de Nompère de Champagny, de La Boëssière de Lennuic, de Vassinhac d'Imécourt, Esnoul des Châtelets, Nouvel de la Flèche, de Parcevaux de Tronjoly, Michel de Kerhorre, Saint-Paul de Sincay, d'Hennezel du Mesnil, Boscals de Réals, Sioc'han de Kersabiec, Dupont de Dinechin, Augier de Crémiers.

## Armes et devises
- Armes : La famille Audren porte de gueules à trois tours d'or[11], alias les tours couvertes (armes figurant aux salles des Croisades[12]).
- Devise : « Tour à tour »[13]

## Pour approfondir